# Fluoxetina
Fluoxetina é um medicamento antidepressivo da classe dos inibidores seletivos de recaptação de serotonina. A fluoxetina foi descoberta por Eli Lilly and Company, em 1972, e entrou em uso médico em 1986. Está na Lista de Medicamentos Essenciais da OMS.
Suas principais indicações são para uso em depressão moderada a grave, transtorno obsessivo-compulsivo (TOC), transtorno alimentar, transtorno do pânico e de ansiedade. É utilizado na forma de cloridrato de fluoxetina, como cápsulas ou em solução oral.
Foi sintetizada e comercializada inicialmente pela companhia farmacêutica Eli Lilly com o nome Prozac®. Atualmente é comercializada no Brasil e em Portugal por vários laboratórios como medicamento genérico, estando sujeita a receita médica (ou até mesmo a retenção da receita).
A patente da Eli Lilly sob o Prozac expirou em agosto de 2001, despertando um influxo de genéricos ao mercado. Só nos Estados Unidos, mais de 19 milhões de prescrições genéricas foram efetuadas em 2006, colocando-a na terceira posição entre os antidepressivos mais receitados, após a sertralina e o escitalopram.

## História

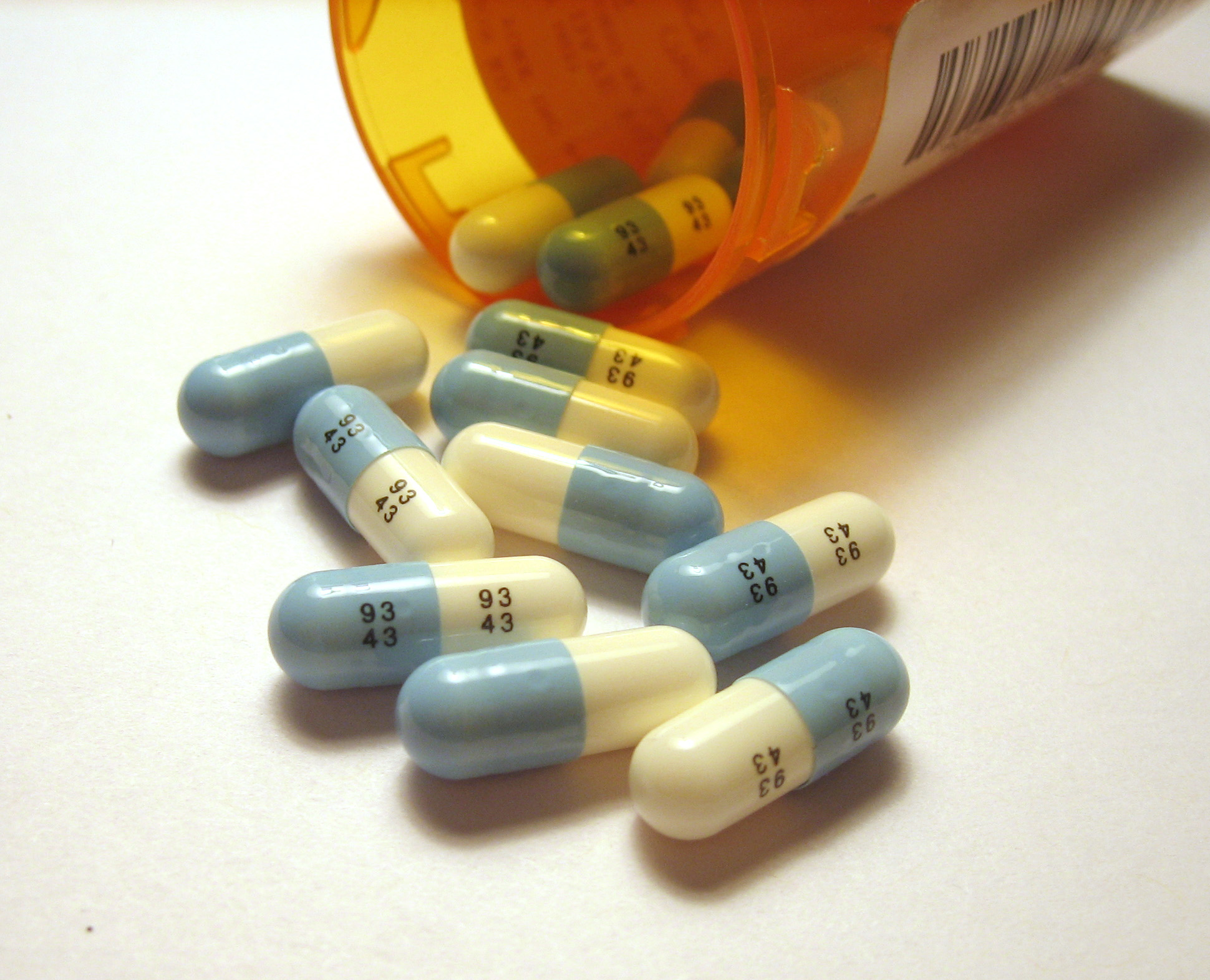
Cápsulas de fluoxetina 20 mg

O trabalho que levou à descoberta da fluoxetina começou na Eli Lilly em 1970, com a colaboração entre Bryan Molloy e Robert Rathburn. Era sabido na altura que o anti-histamínico difenidramina tinha alguns efeitos antidepressivos, pelo que o composto 3-fenoxi-3-fenilpropilamina, estruturalmente similar à difenidramina, foi usado como ponto de partida. Molloy sintetizou dúzias de derivados, e os testes dos efeitos fisiológicos destes fármacos em ratos resultaram na descoberta da nisoxetina, um inibidor selectivo da recaptação da noradrenalina amplamente utilizado em experiências bioquímicas hoje em dia.
Mais tarde, na esperança de descobrir um derivado que inibisse apenas a recaptação de serotonina, Wong propôs que se voltasse a testar esses compostos in-vitro quanto ao seu efeito sobre a recaptação de serotonina, noradrenalina e dopamina. Este teste, realizado por Jong-Sir Horng em Maio de 1972,mostrou que um composto (mais tarde nomeado fluoxetina) era o mais potente inibidor da serotonina da série.
Gerou-se uma controvérsia após investigadores da Lilly publicarem um artigo intitulado "Prozac (fluoxetine, Lilly 110140), the first selective serotonin uptake inhibitor and an antidepressant drug"(em português, Prozac, o primeiro inibidor seletivo da recaptação da serotonina e um fármaco antidepressivo), implicitamente afirmando que a fluoxetina era o primeiro inibidor selectivo da recaptação da serotonina (SSRI). Após dois anos, tiveram que publicar uma correção admitindo que o primeiro SSRI era a zimelidina, desenvolvida por Arvid Carlosson e os seus colegas. A fluoxetina estreou-se no mercado belga em 1986 e foi aprovado pela FDA nos Estados Unidos em Dezembro de 1987. A fluoxetina foi o quarto SSRI a surgir no mercado, após a indalpina, zimelidina e fluvoxamina. Contudo, os primeiros dois foram retirados devido a efeitos laterais, e uma campanha vigorosa de marketing pela Eli Lilly garantiu que na cultura popular, a fluoxetina fosse vista como um avanço tecnológico e associada com o título de primeiro SSRI.

## Indicações

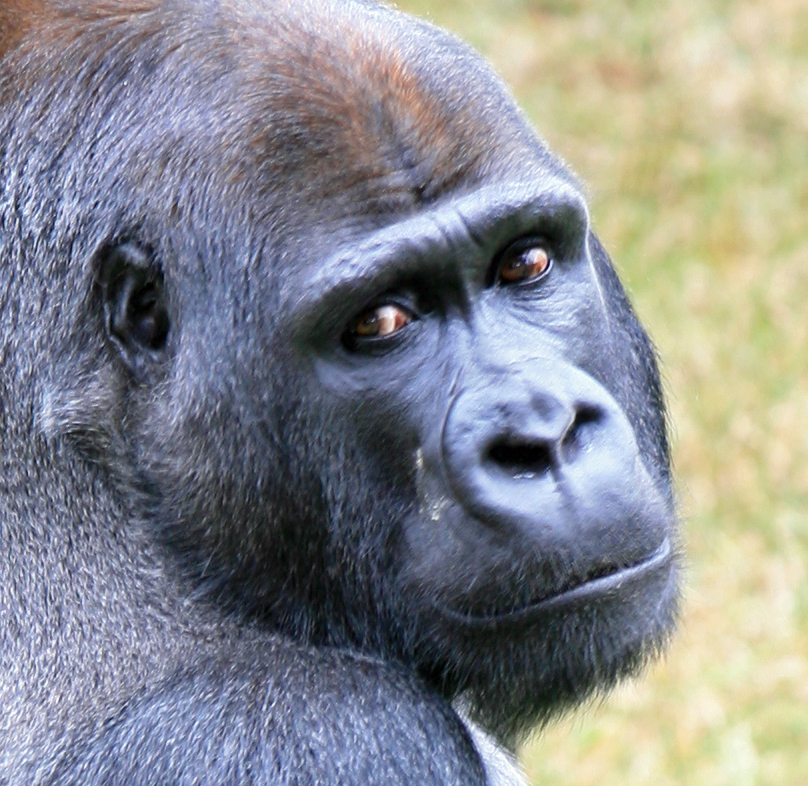
A fluoxetina também é muito usada para tratar depressão e ansiedade em animais.

A fluoxetina está aprovada em Portugal para o tratamento de episódios depressivos maior, perturbação obsessivo-compulsiva e bulimia nervosa e transtorno bipolar. Outras indicações incluem ainda a síndrome do pânico, e o transtorno obsessivo-compulsivo.
A fluoxetina mostrou ser eficaz na depressão em ensaios de seis semanas com controle e dupla ocultação, onde também alivou a ansiedade e melhorou o sono. A fluoxetina foi melhor que o placebo na prevenção da recorrência de depressão quando pacientes que originalmente tinham respondido à fluoxetina foram tratados durante mais 38 semanas. A eficácia no tratamento da depressão geriátrica assim como pediátrica foi também demonstrada em estudos com placebo.
Estudos recentes sugerem que uma parte significante da resistência aos SSRIs paroxetina e citalopram pode ser explicada por variações genéticas do transportador Pgp. A paroxetina e o citalopram são activamente transportados para fora do cérebro por esta proteína, enquanto que a fluoxetina parece não estar sujeita a este mecanismo, pelo que seria benéfico a administração de paroxetina em doentes resistentes à terapêutica.
O transtorno obsessivo-compulsivo foi tratado com sucesso pela fluoxetina em dois estudos com adultos e um com crianças com a duração de 13 semanas, com sucesso de 47%, enquanto que o placebo teve 11%.
Dose recomendada de 20 a 80mg/dia.

## Uso no mundo
Em alguns países da Europa cerca de 3 a 7% da população faz uso de algum antidepressivo. Cerca de 80% do consumo é por mulheres. No Brasil, segundo a ANVISA, o consumo cresceu cerca de 44% entre 2005 e 2009 movimentando cerca de um bilhão de reais por ano. O consumo é alto no Centro-Sul (especialmente Goiás, Rio Grande do Sul e São Paulo) e mais de dez vezes menor no Norte-Nordeste.

## Precauções
Pacientes com alto risco de suicídio devem ser acompanhados de forma atenta por um especialista. Sendo um medicamento sem indicações para uso pediátrico, outras formas de tratamento devem ser encontradas ao invés do uso de fluoxetina. O uso em pacientes com histórico de crises convulsivas deve ser cuidadosamente avaliado. Podem ocorrer em pacientes sensíveis a coceiras, urticária (com febre), leucocitose, artralgias, edema e até linfadenopatias.
Não é recomendado seu uso somente para reduzir o apetite, exceto em obesos com transtornos de ansiedade, alimentares ou do humor. Um efeito colateral possível em pessoas saudáveis é o aumento do apetite e do peso e agravamento de problemas cardiovasculares, urológicos, neurológicos e respiratórios. Entre 5 a 21% dos pacientes são metabolizadores lentos da fluoxetina e sofrem com efeitos colaterais mais sérios.

## Descontinuação
Ao se parar o uso de fluoxetina, podem ocorrer nervosismo, insônia, e isolamento acompanhado de tristeza sem explicação.

### Síndrome de descontinuação de ISRS

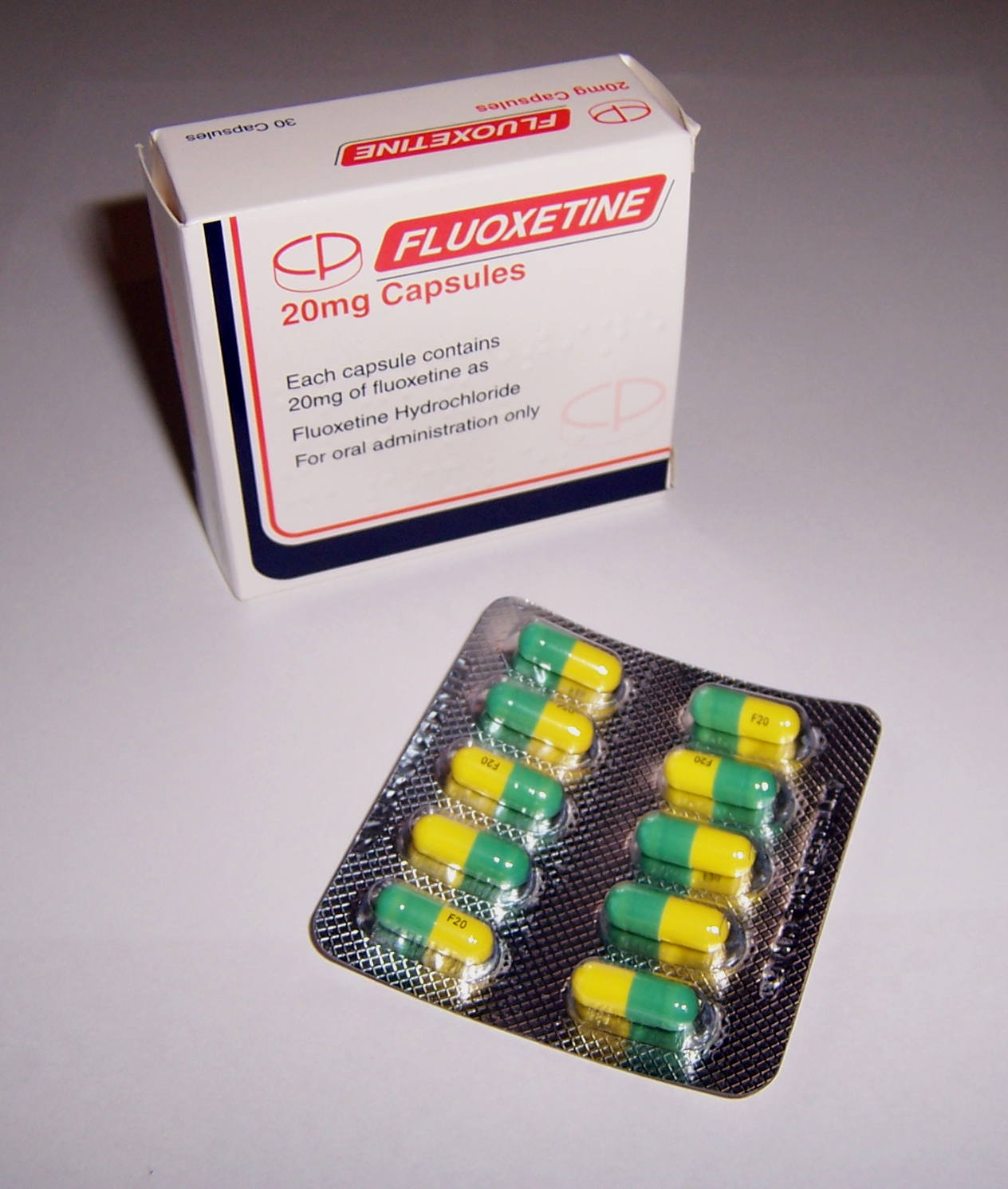
Capsulas com 20 mg de fluoxetina

Pode ocorrer em função da interrupção repentina, do esquecimento de doses ou da descontinuação de qualquer Inibidor seletivo da recaptação da serotonina. Os sintomas mais comuns são: ansiedade, agitação motora, insônia, tonturas, vertigens, fadiga, náuseas, dores musculares, coriza, mal-estar, perturbações sensoriais e agravamento da depressão. Iniciam 12 a 48 horas após a última dose, durando em geral até duas semanas. Ocorre com mais frequência na descontinuação da paroxetina, seguida do citalopram, da sertralina e da fluvoxamina.

## Reações adversas
Os efeitos colaterais mais comuns (mais de 1%):
- Insônia e/ou sonolência;
- Ansiedade e nervosismo;
- Fadiga(cansaço) e astenia(fraqueza);
- Perda ou aumento do apetite;
- Náuseas com ou sem diarreia;
- Tremores.

Em geral são efeitos que surgem no início do tratamento e diminuem ou desaparecem com o tempo. Podem ocorrer, mas não são comuns: diarreia, secura na boca, hiperprolactinemia. Episódio maníaco (aceleração do pensamento e impulsividade), confusão mental, ideias de suicídio, discinesias(sensações táteis sem estímulos externos), trombocitopenias (redução do número de plaquetas no sangue), ginecomastia(aumento dos seios), mastodinia(dor nas mamas), dismenorreia (problema menstrual) e sangramento vaginal.
Como a maioria dos serotoninérgicos, pode causar diminuição do desejo sexual (libido), diminuição do prazer sexual (anorgasmia) e atraso na ejaculação. Associação com buspirona ou bupropiona podem amenizar esses efeitos colaterais. Caso não seja suficiente, existem diversas outras opções de medicamentos antidepressivos.

## Interações medicamentosas
Não é recomendado em associação com:
- Inibidor da monoamina oxidase;
- Álcool;
- Anticoagulantes;
- Antidepressivo tricíclico;
- Varfarina;
- Carbamazepina;
- Certos anti-inflamatórios;
- Sibutramina;
- Tamoxifeno;
- Tramadol;
- Fenitoína.

Quando usado em associação com anticoagulantes como aspirina aumenta a chance de sangramentos.[carece de fontes?]

### Artigos científicos e médicos
- «Fluoxetina na Psiqweb»
- «PubMed Medical Articles for Fluoxetine»
- «NIH Expert Panel Report on the reproductive and developmental toxicology of Prozac (Fluoxetine)» (PDF)
- «NIH Monograph on the potential human reproductive and developmental effects of Prozac (Fluoxetine)» (PDF)
- «NLM Hazardous Substances Databank – Fluoxetine hydrochloride»

### Web-endereços comerciais
- «Lilly's Prozac advertising website»
- «Producer of Prozac, Eli Lilly and Company, Inc.»

### Outras ligações
- «Open Directory Fluoxetine»
- «Biography of Dr. David T. Wong, one of the inventors of Prozac»
- «Biography of Dr. Bryan B. Molloy, one of the inventors of Prozac»
- «Trouble in Prozac - Fortune Magazine»